# Superserien 2000
Superserien 2000 var Sveriges högsta division i amerikansk fotboll för herrar säsongen 2000. Serien spelades 1 maj–10 september 2000 och vanns av Stockholm Mean Machines. Kristianstad C4 Lions var kvalificerade men drog sig ur innan säsongen startade. Lagen möttes i dubbelmöten hemma och borta. Vinst gav 2 poäng, oavgjort 1 poäng och förlust 0 poäng.
De fyra bäst placerade lagen gick vidare till slutspel. SM-slutspelet spelades 25 september–2 oktober och även där segrade Stockholm Mean Machines.
De två sämst placerade lagen flyttades ner till division 1.

## Tabell
| Nr | Lag                               | S  | V  | O | F  | GP  | IP  | PS   | P  |
| -- | --------------------------------- | -- | -- | - | -- | --- | --- | ---- | -- |
| 1  | Stockholm Mean Machines (RL) (RM) | 12 | 11 | 0 | 1  | 637 | 146 | +491 | 22 |
| 2  | Carlstad Crusaders                | 12 | 9  | 0 | 3  | 428 | 179 | +249 | 18 |
| 3  | Tyresö Royal Crowns               | 12 | 8  | 0 | 4  | 393 | 225 | +168 | 16 |
| 4  | Arlanda Jets                      | 12 | 8  | 0 | 4  | 377 | 410 | −33  | 16 |
| 5  | Örebro Black Knights              | 12 | 4  | 0 | 8  | 313 | 392 | −79  | 8  |
| 6  | Uppsala 86ers                     | 12 | 1  | 0 | 11 | 211 | 548 | −337 | 2  |
| 7  | Karlskoga Wolves                  | 12 | 1  | 0 | 11 | 146 | 605 | −459 | 2  |

Färgkoder:
|      | – Kvalificerad för mästerskapsslutspel |
|      | – Nedflyttad till division 1           |
| (RL) | – Regerande ligamästare (seriesegrare) |
| (RM) | – Regerande svenska mästare            |

## Matchresultat
| Hemma \ Borta           | AJ    | CC    | KW    | SMM   | TRC   | U8    | ÖBK   |
| Arlanda Jets            | —     | 42–22 | 48–6  | 7–54  | 7–0   | 52–40 | 47–40 |
| Carlstad Crusaders      | 53–0  | —     | 46–0  | 45–0  | 21–35 | 38–13 | 34–11 |
| Karlskoga Wolves        | 22–39 | 6–37  | —     | 8–79  | 8–53  | 14–40 | 12–53 |
| Stockholm Mean Machines | 66–21 | 38–10 | 88–0  | —     | 40–20 | 78–3  | 28–0  |
| Tyresö Royal Crowns     | 76–34 | 13–33 | 60–14 | 7–20  | —     | 36–7  | 43–27 |
| Uppsala 86ers           | 10–36 | 7–35  | 24–48 | 20–84 | 8–26  | —     | 28–35 |
| Örebro Black Knights    | 21–41 | 14–54 | 34–8  | 9–62  | 6–27  | 63–8  | —     |

## Slutspel

### Semifinaler
|  | 25 september 2000 | Stockholm Mean Machines | 42 – 21 | Arlanda Jets |  |  |
|  |                   |                         |         |              |  |  |
|  |                   |                         |         |              |  |  |
|  |                   |                         |         |              |  |  |

|  | 25 september 2000 | Carlstad Crusaders | 7 – 35 | Tyresö Royal Crowns |  |  |
|  |                   |                    |        |                     |  |  |
|  |                   |                    |        |                     |  |  |
|  |                   |                    |        |                     |  |  |

### SM-final
|  | 2 oktober 2000 | Stockholm Mean Machines | 55 – 17 | Tyresö Royal Crowns | Tingvalla IP |  |
|  |                |                         |         |                     |              |  |
|  |                |                         |         |                     |              |  |
|  |                |                         |         |                     |              |  |